# Бергер, Яков Фёдорович
Яков Фёдорович Бергер (умер после 9 июля 1762) — российский военный немецкого происхождения, дослужившийся до подполковника лейб-гвардии. Известен в первую очередь как инициатор «Лопухинского дела».

## Биография
Яков (Якоб) Бергер был уроженцем Курляндии незнатного происхождения. Он поступил на службу в российскую армию в правление Анны Иоанновны. Первые сведения о Бергере относятся к 1743 году, когда он в чине поручика кирасирского полка должен был отправиться в Соликамск, охранять сосланного в этот город Рейнгольда Лёвенвольде. Наталья Лопухина решила передать ссыльному (своему бывшему любовнику) письмо через Бергера. Однако последний, не желавший уезжать из столицы в глухую провинцию, донёс о письме любимцу императрицы Елизаветы Иоганну Лестоку, который использовал это, чтобы скомпрометировать своего врага Алексея Бестужева (Лопухина была подругой бестужевской невестки). Это стало началом знаменитого «Лопухинского дела».
По поручению Лестока Бергер разговорил сына Лопухиной, Ивана Степановича, который спьяну разругал императрицу. Благодаря этому были подведены первые фактические обоснования под обвинения в заговоре в пользу «брауншвейгского семейства». Многие фигуранты дела были подвергнуты урезанию языков и битью кнутами, а потом сосланы в Сибирь. Бергеру же не пришлось ехать в Соликамск: 22 октября 1743 году он был переведён в Конную гвардию в чине секунд-майора. К 1761 году Бергер командовал полком. 28 декабря 1761 года он стал премьер-майором, во время переворота 1762 года поддержал Екатерину II и за это был повышен до подполковника конной гвардии (это соответствовало армейскому чину генерал-майора). Умер Бергер, по данным Георга фон Гельбига, «в самых стеснённых обстоятельствах».

## В культуре
Бергер стал персонажем романов Евгения Карновича «Пагуба» и Нины Соротокиной «Трое из навигацкой школы». В фильме «Гардемарины, вперёд!» его играет Паул Буткевич.